# 菊割れ蓋
菊割れ蓋（きくわれふた）とは、中央部に何本も放射状に切れ込みがある、台所のシンクの排水口に設置されることのある薄い円形の設備である。流し菊割れ蓋と呼ばれることもあり、また菊割れフタと片仮名表記されることもある。また、菊割れゴムと呼ばれる場合もある。

## 概要
菊割れ蓋は、菊割れゴムとも呼ばれる場合があるものの、合成ゴムの1種のEPDM製の製品の他にも、シリコーン樹脂や塩化ビニル樹脂などゴム以外の素材で作られた製品も見られる。菊割れ蓋を使う台所の流し台（シンク）は、排水口の上に菊割れ蓋を設置できるように設計されている。菊割れ蓋のサイズはある程度規格化されており、その排水口に適合するサイズのものを用いる。菊割れ蓋には黒いものがよく見られるものの、色は特に取り決めはなく様々な色のものが見られる。菊割れ蓋が設置されると、排水口の奥は菊割れ蓋に隠されて見えなくなる。
なお、菊割れ蓋は必ずしも必要なものではない。仮に菊割れ蓋を設置できるように設計されている排水口に、菊割れ蓋を設置していなくても排水口が機能を果たせなくなるようなことはない。さらに菊割れ蓋が必ずしも必要のないものである証拠に、菊割れ蓋を設置できる設計になっていない排水口も見られる。しばしば台所のシンクの排水口に菊割れ蓋は設置されていたりするため、菊割れ蓋は台所用製品として見なされることもあるものの、その台所のシンクの排水口ですら菊割れ蓋を設置しない設計になっているタイプものがある程である。また経年劣化で菊割れ蓋は崩れたりすることもあるが、その耐用年数は排水口の耐用年数よりも通常短く、菊割れ蓋を使おうとすると、排水口の寿命までに何度も菊割れ蓋の交換が必要になったりもする。これに対して菊割れ蓋は必ずしも必要なものではないのだから設置しない方が経済的かもしれない。
この他、菊割れ蓋は流し菊割れ蓋などと書かれる場合もあるように、台所製品と見なされることもあるのだが、台所以外の場所で見られる場合もある。

## シンク以外での使用例
| 和式 |  | 洋式 |
| 和式 |  | 洋式 |

菊割れ蓋はシンク以外では、列車便所の便器でも見られる。